# Joseph Welzenbacher
Joseph Welzenbacher fue un ciclista alemán, que compitió en los Juegos Olímpicos de Atenas 1896.
Welzenbacher participó en las pruebas de los 100 kilómetros y de las 12 horas, del programa de ciclismo de los juegos olímpicos de Atenas 1896, sin poder finalizar en ninguna de ellas.